# Sokushinbutsu
Sokushinbutsu (jap. 即身仏) lub sokushin-jōbutsu (jap. 即身成仏 dosł.: osiąganie stanu buddy (świętości) poprzez pozostawanie przy życiu) – automumifikacja (samomumifikacja), dawna buddyjska praktyka religijna, polegająca na zagłodzeniu się w taki sposób, aby po śmierci zwłoki uległy naturalnej mumifikacji.

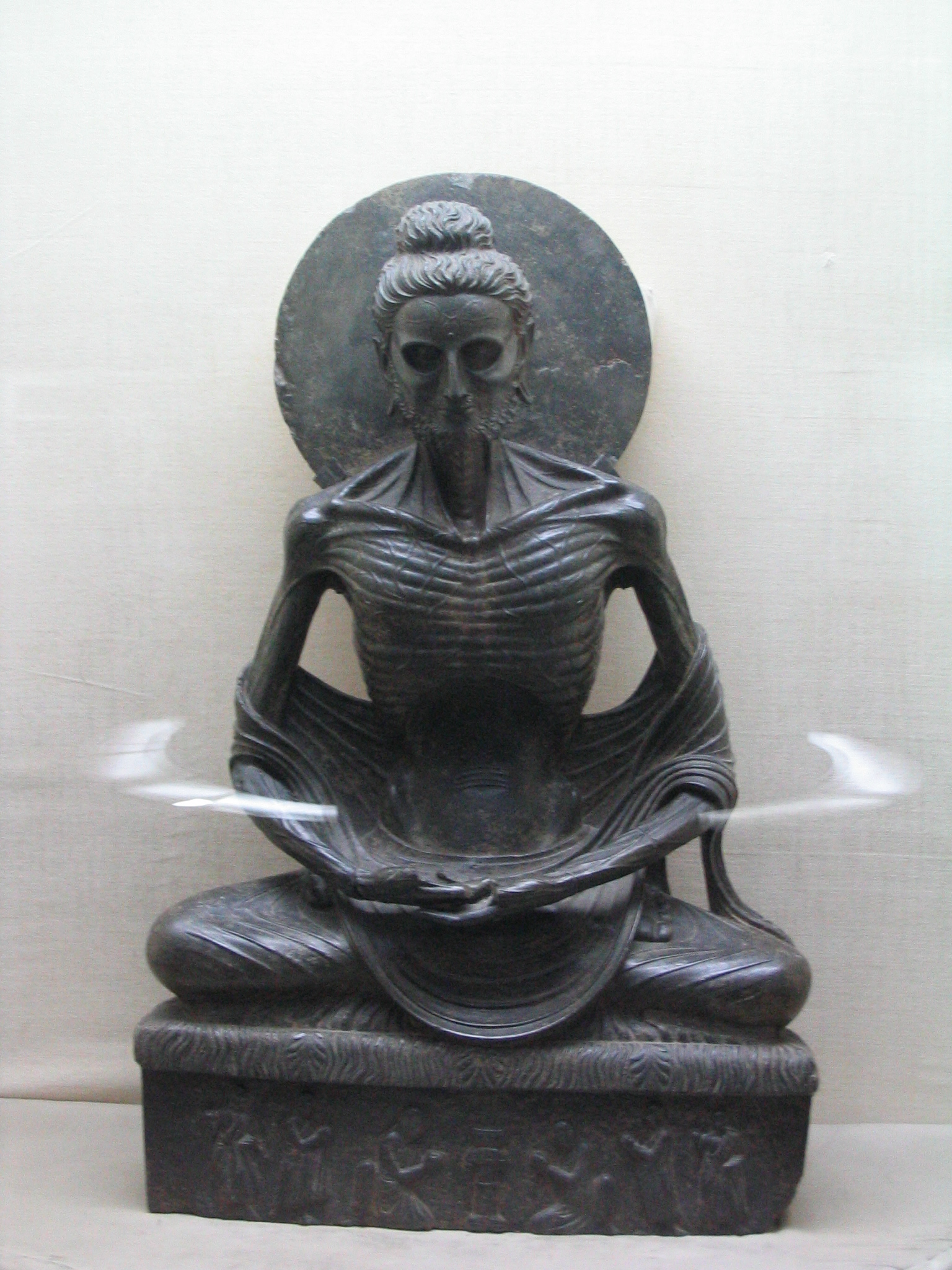
Budda jako poszczący asceta (rzeźba z muzeum w Lahore)

W czasach współczesnych występowała niemal wyłącznie w północnej Japonii w prefekturze Yamagata. Praktykowana była przypuszczalnie przez setki mnichów i kapłanów buddyjskich, jednak do dzisiaj zachowało się tylko od 16 do 24 takich mumii. Zakazana w XIX w. przez władze japońskie, nie jest dzisiaj spotykana w buddyzmie.

## Pochodzenie
Chociaż pierwotny buddyzm potępiał ascezę, to następnie niektóre kierunki w buddyzmie, jak: wadżrajana i mahajana, zaczęły podkreślać znaczenie samodyscypliny i dobrowolnego wyrzeczenia się komfortu w celu osiągnięcia oświecenia (przebudzenia). W niektórych odmianach buddyzmu, np. w lamaizmie, zmumifikowane zwłoki mnichów są otoczone kultem. Śmierć jest dla buddystów momentem kluczowym – ważne, aby była zachowana świadomość, możliwość koncentracji, recytacji mantr itp., co umożliwia osiągnięcie nirwany. Stąd występująca w niektórych sektach praktyka popełniania rytualnych samobójstw.
Praktyka automumifikacji powstała prawdopodobnie w Chinach za czasów dynastii Tang (jako część tantryjskich praktyk buddyjskich), skąd przeniósł ją do Japonii Kūkai – założyciel sekty Shingon. Następnie w Chinach zaniechano tych praktyk, jednak przetrwały one w Japonii.
Kūkai był też pierwszym japońskim mnichem, który tysiąc lat temu sam dokonał sokushinbutsu w świątyni na górze Koya (prefektura Wakayama). Założona przez niego sekta głosiła ideę "oświecenia przez umartwienie". Mnichów, którzy dokonali automumifikacji, uważano za żywych i  oczekujących w samadhi na przyjście Buddy Majtreji.

## Procedura[2][3]
Osoba pragnąca dokonać sokushinbutsu musiała przestrzegać specjalnej diety i programu ćwiczeń fizycznych, które trwały tysiąc dni. Zjadano tylko nasiona i orzechy, jednocześnie wykonując forsowne ćwiczenia, które pozwalały pozbyć się całej tkanki tłuszczowej.
Następnie rozpoczynał się kolejny okres tysiąca dni, podczas których jedzono tylko korę i korzenie drzew iglastych oraz pito toksyczny napar, sporządzony z drzewa urushi (drzewo lakowe).
W rezultacie następowały wymioty i szybka utrata płynu w organizmie. Ponadto ciało stawało się toksyczne, co miało uchronić zwłoki przed robactwem. W końcu zamykano się w ciasnym, kamiennym grobie, gdzie w pozycji lotosu czekano na śmierć. Jedynym łącznikiem ze światem zewnętrznym była rurka, doprowadzająca powietrze oraz dzwonek, którego dźwięk zawiadamiał codziennie, czy taka osoba jeszcze żyje.
Kiedy dzwonek cichł, wyjmowano rurkę i pieczętowano grób. Po odczekaniu kolejnych tysiąca dni grób otwierano i sprawdzano, czy mumifikacja się udała. Jeśli tak, zmarłego uznawano za buddę, a jego zwłoki wystawiano w świątyni na widok publiczny. W większości przypadków ciała ulegały normalnemu rozkładowi, jednak takiego zmarłego nadal otaczano szacunkiem w uznaniu jego głębokiej wiary, chociaż nie uznawano za buddę.
Władze japońskie zakazały sokushinbutsu w okresie Meiji w XIX w., jednak nadal praktykowano automumifikację aż do początków XX w.

## Dzisiaj[4]
Najbardziej znaną świątynią japońską, w której oglądać można automumifikowane zwłoki mnichów buddyjskich, jest świątynia Kaikō-ji w Sakacie (prefektura Yamagata).
Tradycje skrajnych umartwień kontynuują w tym regionie Japonii tzw. górscy mnisi (yamabushi). Wyznają oni shugendō (religię łączącą buddyzm i shintō), która wymaga od nich wyjątkowych umartwień, nawet zagrażających życiu, np. zanurzają się w zimie w lodowatej wodzie lub zawieszają się piętami na krawędziach przepaści.